# Fenyvesi József (labdarúgó)
Fenyvesi József (Jánoshalma, 1940. március 8. –) magyar labdarúgó, jobbszélső, üzemmérnök, magángazdálkodó. Testvére Fenyvesi Máté válogatott labdarúgó, országgyűlési képviselő. A sportsajtóban Fenyvesi II néven szerepelt.

## Pályafutása
1959-ben igazolt a Kiskunhalasi Kinizsibe. Bátyja már sokszoros válogatott és tíz éve a Ferencváros játékosa volt, mikor Fenyvesi József is az Üllői útra igazolt. Az 1963-as őszi bajnokságban mutatkozott be a zöld-fehéreknél. A következő két idényben a bajnokcsapat tagja volt. 1962–1963-as VVK szezonban elődöntős, 1964–1965-ösben a győztes csapat tagja volt. A Fradiban összesen 75 mérkőzésen szerepelt (36 bajnoki, 30 nemzetközi, 9 hazai díjmérkőzés) és 17 gólt szerzett (10 bajnoki, 7 egyéb). 1966 és 1972 között a Ganz-Mávag labdarúgója volt.

## Sikerei, díjai
- Magyar bajnok 1964, 1965
- VVK 3/4: 1962–1963
- VVK győztes: 1964–1965